# Astronomie van A tot Z

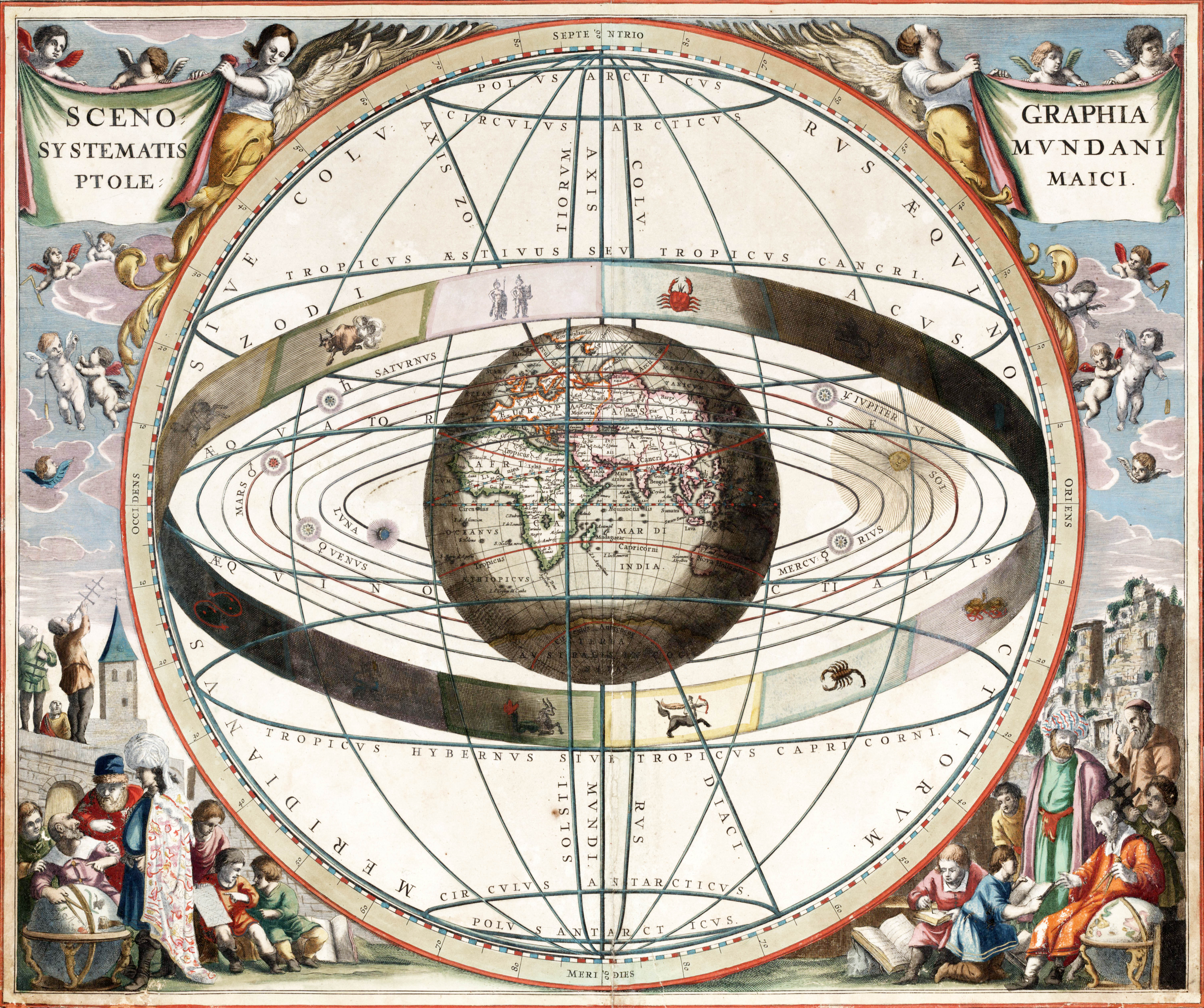
De aarde als centrum van het heelal

## A
Aarde -
Aardas -
Absorptie -
Afstandsmodulus -
Albedo
Alpha Centauri -
Amateurastronomie -
Amplitude -
Andromeda -
Anti-materie -
Apex -
Aphelium -
Apogeum -
Apollo -
Archeoastronomie -
Asteroïde; zie Planetoïde -
Astrofysica -
Astrolabium -
Astrometrie -
Astronomie -
Astronomische eenheid -
Astronoom -
Atmosfeer (astronomie)

## B
Baan -
Bemande ruimtevluchten -
Friedrich Bessel -
Betelgeuze -
Big Bang -
Big Crunch -
Big Rip -
Blauwverschuiving -
Boogminuut -
Boogseconde -
Tycho Brahe -
Bruine dwerg

## C
Calypso -
Centaur (planetoïde) -
Cepheïde -
Chandra X-Ray Observatory -
Subramanyan Chandrasekhar -
Chandrasekhar-limiet -
Charon (maan) -
Chromosfeer -
Claudius Ptolemaeus -
Cluster -
Nicolaus Copernicus -
Coma -
Corona -
Cygnus

## D
Declinatie (astronomie) -
John Dee -
Deimos -
Dierenriem -
Donkere energie -
Donkere materie -
Dopplereffect -
Dubbelplaneet -
Dubbelster -
Dwergplaneet -
Dwergster

## E
Eclips -
Ecliptica -
Ecliptisch vlak -
Arthur Eddington -
Albert Einstein -
Equator -
Equinox -
Eridanus -
Ether -
ESA -
Europa (maan) -
Evenaar -
Exoplaneet

## F
Foton

## G
Galileo Galilei -
Gammaflits -
Ganymedes -
Gasreus -
Geocentrisme -
Robert Goddard -
Grote Beer

## H
Halo -
Hartmann-Shacksensor -
Stephen Hawking -
Heelal -
Hemelbol -
Hemellichaam -
Hemelsfeer -
Helene -
Heliocentrische theorie -
Caroline Herschel -
William Herschel -
Ejnar Hertzsprung -
Hertzsprung-Russelldiagram -
Fred Hoyle -
Edwin Hubble -
Hubble Ruimtetelescoop -
Hyperion -
Hypernova -
Hyperreus

## I
Iapetus -
Ida -
IJsdwerg -
Infraroodastronomie -
Intergalactische ruimte -
Interstellair medium -
Io -
Ixion

## J
Kees de Jager -
Jupiter

## K
Kalender -
Jacobus Cornelius Kapteyn -
Koolstof-stikstofcyclus -
Komeet -
Kosmische achtergrondstraling -
Kosmologie -
Kosmologisch principe -
Kosmologische constante -
Kosmos -
Krabnevel -
Kreeftskeerkring -
Gerard Kuiper -
Kuipergordel -
Kunstmaan -
Kwantummechanica

## L
Lentepunt -
Leoniden -
Libratie -
Licht -
Lichtjaar -
Lichtsnelheid -
Lijst van dichtstbijzijnde sterren -
Lijst van helderste sterren -
Lijst van Messierobjecten -
Lijst van ruimtevluchten naar Mars - 
Lijst van satellieten voor röntgenastronomie -
Lijst van sterren -
Lijst van sterrenbeelden -
Lunisolaire kalender

## M
Maan -
Maanfase -
Maankalender -
Maansverduistering -
Maarten Schmidt -
Magnetisch veld -
Magnitude -
Mars -
Melkweg -
Melkwegstelsel -
Mercurius (planeet) -
Mercury -
Meteoor -
Meteoriet -
Meteoroïde -
Metis -
Mimas -
Mira-veranderlijke

## N
Naakte singulariteit -
NASA -
Natuurlijke maan -
Neptunus -
Neutronenster -
Nevels en gaswolken -
New Horizons -
Nucleosynthese

## O
Objecten in het zonnestelsel -
Oerknal -
Ontsnappingssnelheid -
Jan Hendrik Oort -
Oortwolk

## P
Pan (maan) -
Anton Pannekoek -
Parallax -
Parsec -
Perihelium -
Perseïden -
Phobos -
Phoebe -
Planeet -
Planetaire nevel -
Planetoïde -
Planetesimaal -
Pleiaden -
Pluto -
Poolster -
Precessie -
Protoplanetaire schijf -
Proton-protoncyclus -
Pulsar

## Q
Quaoar -
Quarkster -
Quasar

## R
Radioastronomie -
Radiotelescoop -
Raket -
Randverduistering -
Rechte klimming -
Relativiteitstheorie -
Rode dwerg -
Rode reus -
Roodverschuiving -
Röntgenastronomie -
RR Lyrae-ster -
Ruimtevaart -
Ruimtevaart naar Mars

## S
Saturnus -
Eduard Schönfeld -
Schorpioen -
Scintillatie (astronomie) -
Sedna (planetoïde) -
SETI -
Singulariteit -
Sirius -
Willem de Sitter -
Solstitium -
Spectraalklasse -
Spectroscoop -
Spiegeltelescoop -
Spitzer Space Telescope -
Spoetnik -
Steady-statetheorie -
Ster -
Sterrenbeeld -
Sterrenhoop -
Sterrenstelsel -
Sterrenwacht -
Snaartheorie -
Superaarde -
Supernova -
Superreus

## T
Taurus -
Telescoop -
Terrestrische planeet -
Thebe -
Titan -
Triple-alfaproces

## U
Uranus -
Ursa Major -
Ursa Minor

## V
Van Allen-gordels -
Venus -
Veranderlijke ster -
Volmaakt kosmologisch principe -
Vostokprogramma

## W
Wet van Hubble -
Wetten van Kepler -
Wilkinson Microwave Anisotropy Probe -
Winterpunt -
Witte dwerg -
Wolf-Rayetster -
Wormgat

## X
X-straling

## Z
Zenit -
Zevengesternte -
Zon -
Zonnestelsel -
Zonnevlam -
Zonnevlek -
Zonnewind -
Zonsverduistering -
Zuiderkruis -
Zuurstof -
Zwaartekracht -
Zwaartekrachtimplosie -
Zwart gat -
Zwarte dwerg